# Villez-sous-Bailleul
 Villez-sous-Bailleul  là một xã thuộc tỉnh Eure trong vùng Normandie miền bắc nước Pháp.